# Wörschach
Wörschach è un comune austriaco di 1 134 abitanti nel distretto di Liezen, in Stiria.